# 양산 대성암 춘추호씨전
양산 대성암 춘추호씨전(梁山 大聖庵 春秋胡氏傳)은 대한민국 경상남도 양산시 하북면 용연리, 대성암에 있는 조선시대의 목판본 책이다.
2003년 9월 18일 경상남도의 유형문화재 제395호 양산 대성암 소장 춘추호씨전으로 지정되었다가, 2018년 12월 20일 현재의 명칭으로 변경되었다.

## 개요
형태는 저지(楮紙)에 목판본(木版本) 선장(線裝)으로 정통(正統) 기미년, 즉 조선 세종 21년(1439)에 간행된 것이다. 제25권부터 제30권까지 6권 1책으로, 반곽의 크기는 26cm×19cm이다.
내용은 공자(孔子)가 편찬한 『춘추(春秋)』에 대하여 송나라 학자 호안국(胡安國)이 주석을 가한 책이다. 『좌씨전』과 『공양전』과 『곡량전』이 춘추삼전으로 13경에 들어 있는 것과는 달리, 송대에 이루어진 『춘추호씨전』은 당대의 시사(時事)를 『춘추』의 경문(經文)에 의탁하여 서술하고 있다는 데 그 특징이 있는 것이다.
유의손(柳義孫)의 발문(跋文)에 의하면, 이 책은 전주(全州)에서 초간(初刊)된 것이나 세월이 흘러 판각이 훼손되었으므로, 정통 기미년(1439) 가을에 관찰사 이선(李宣)이 경주부윤(慶州府尹) 이효인(李孝仁)과 판관(判官) 김사중(金斯仲)으로 하여금 글씨를 잘 쓰는 사람을 구하여 다시 필사해서 간행케 했다고 한다. 발문을 쓴 때는 그 해 11월이다. 『춘추호씨전』은 여타 서적들에 비해 그 존재가 비교적 흔한 편이고 낙질(落帙)이기는 하지만, 이 책은 연대가 매우 오래된 것으로서 소중한 자료이다.

## 참고 문헌
- 양산 대성암 춘추호씨전 - 국가유산청 국가유산포털